# Malik Dixon
Malik Dixon (Chicago, 7 settembre 1975) è un ex cestista statunitense, professionista in Europa.

## Palmarès

### Squadra
- Campionato israeliano: 1

Hapoel Holon: 2007-2008

### Individuale
- All-IBA Second Team (2000)
- Miglior passatore IBA (2000)